# Artur Zasada
Artur Jarosław Zasada (ur. 5 czerwca 1969 w Zielonej Górze) – polski polityk, samorządowiec, poseł do Parlamentu Europejskiego VII kadencji, poseł na Sejm VIII kadencji.

## Życiorys
Z wykształcenia prawnik, w 2000 został absolwentem Uniwersytetu Wrocławskiego. Był zatrudniony m.in. w PP Poczta Polska i Ministerstwie Łączności. Pracował następnie jako menedżer ds. kontaktów międzynarodowych, a także specjalista ds. marketingu w firmie transportowej. Później został dyrektorem oddziału Totalizatora Sportowego.
Pod koniec lat 80. należał do opozycyjnego Ruchu Młodzieży Niezależnej. Na początku lat 90. pracował w policji. Od 1993 działał w Zjednoczeniu Chrześcijańsko-Narodowym, a w latach 2001–2002 w Przymierzu Prawicy. Przystąpił z nim do Prawa i Sprawiedliwości, jednak na przełomie lat 2003 i 2004 wystąpił z tej partii, przystępując następnie do Platformy Obywatelskiej.
W 2006 z listy PO został radnym Zielonej Góry. W radzie miasta pełnił funkcję przewodniczącego Komisji Budżetu i Finansów oraz klubu radnych PO. W 2008 został członkiem rady regionu PO. W wyborach do Parlamentu Europejskiego w 2009 uzyskał mandat europosła, kandydując z drugiego miejsca listy PO w okręgu gorzowskim i otrzymując 25 875 głosów. W Parlamencie Europejskim zasiadł w grupie Europejskiej Partii Ludowej oraz Komisji Transportu i Turystyki.
W sierpniu 2013 podjął decyzję o zawieszeniu na trzy miesiące swojego członkostwa w PO w geście solidarności z dwoma ówczesnymi posłami tej partii na Sejm (Jarosławem Gowinem i Jackiem Żalkiem), ukaranymi za łamanie dyscypliny klubowej. W listopadzie wystąpił z PO, angażując się w działalność ruchu „Godzina dla Polski”, powołanego przez Jarosława Gowina po jego odejściu z PO. Związał się z utworzoną przez Jarosława Gowina w grudniu 2013 partią Polska Razem. W styczniu 2014 opuścił frakcję chadecką w PE na rzecz frakcji konserwatywnej. W wyborach do Parlamentu Europejskiego w 2014 bez powodzenia ubiegał się o reelekcję jako lider listy Polski Razem w okręgu wrocławskim. W tym samym roku wstąpił do tej partii i został jej szefem w województwie lubuskim, a w 2015 wiceprzewodniczącym rady krajowej ugrupowania.
W wyborach parlamentarnych w 2015, startując z listy Prawa i Sprawiedliwości (jako kandydat Polski Razem) w okręgu nr 8 zdobył mandat poselski, otrzymując 5821 głosów. W Sejmie VIII kadencji został wiceprzewodniczącym Komisji Infrastruktury, członkiem Komisji Nadzwyczajnej do spraw zmian w kodyfikacjach oraz Komisji do Spraw Kontroli Państwowej. Po przekształceniu w listopadzie 2017 Polski Razem w Porozumienie, stanął na czele jej okręgu lubuskiego oraz zasiadał (przez 3 lata) w prezydium zarządu krajowego partii. Następnie związał się z Partią Republikańską. W wyborach w 2019 nie ubiegał się o ponowny wybór. Zajął się działalnością biznesową i wycofał się z aktywności partyjnej. Od 2021 do 2024 był prezesem Związku Pracodawców Business & Science Poland. Wchodził także w skład rad nadzorczych spółek NCBiR+ oraz Społeczna Inicjatywa Mieszkaniowa „KZN – Lubuskie Trójmiasto”.

## Wyróżnienia
W 2015 otrzymał honorowe obywatelstwo Famagusty.